# Anoplocheilus werneri
Anoplocheilus werneri är en skalbaggsart som beskrevs av Franz Antoine 2001. Anoplocheilus werneri ingår i släktet Anoplocheilus och familjen Cetoniidae. Inga underarter finns listade i Catalogue of Life.